# Сусандузи (вышивка)

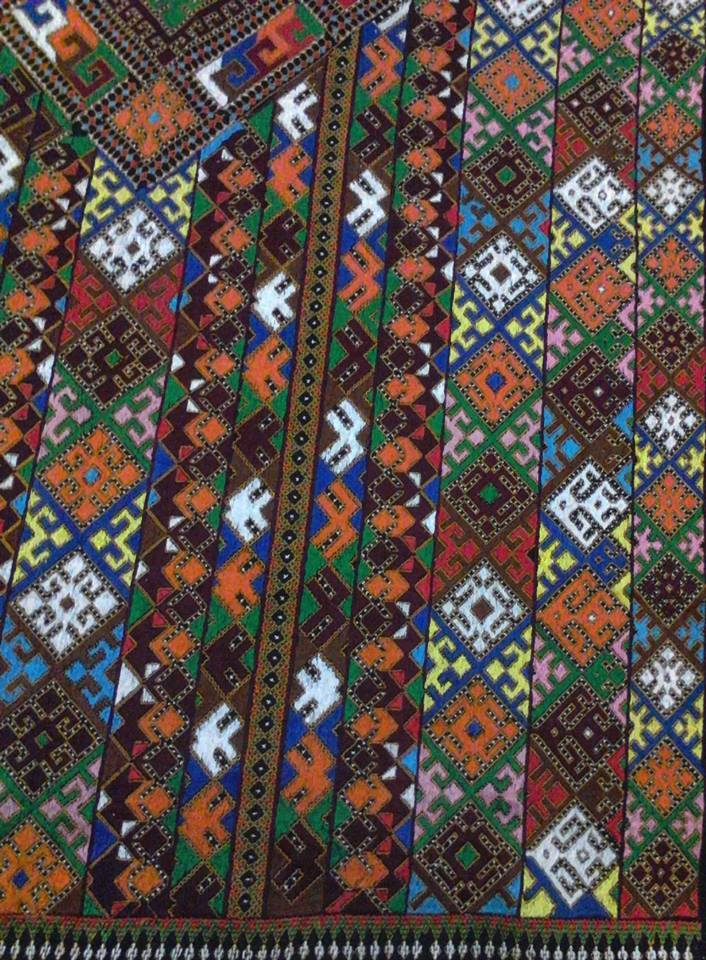
Пример вышивки

Сусандузи  (перс. سوزندوزی  - вышивка, шитье‎) — один из видов прикладного искусства в Иране, который в основном распространен в провинции Систан и Белуджистан и некоторых других частях страны. Вдохновение для создания узоров сузандузи белуджские женщины черпают больше от красоты природы, в которой живут, сопряженной с работой их воображения.

## Способ шитья
В сусандузи узоры вышиваются цветными нитями на обычной ткани. Делается это при помощи иглы и крючка путем создания изящных стежков на ткани.

Существуют множество различных способов вышивания сусандузи. Как правило, в этом прикладном искусстве используются пяльцы (квадратные или круглые рамки для натягивания и закрепления ткани). Касательно материалов мастерицы предпочитают такие, как льняные, парчовые, шелковые, шерстяные и хлопковые ткани. Нити также используются самые разные в зависимости от способа вышивания: шелковые, шерстяные, синтетические, золотая или серебряная тесьма, тонкие металлические нити, серебряные или золотые нити для вышивания, нити канитель.

## История
Восемь тысяч лет назад люди, которые жили в пещерах Камарбанд вблизи города Бехшехр и на южной стороне 
Каспийского моря, занимались сельским хозяйством и мелким животноводством. Они носили одежду из овечьей шерсти и, очевидно, создавали ткани и шили специально придуманными деревянными иглами.

В то же время, в западной части иранского плато в Чатал-Хююк (территория нынешней Турции) было широко распространено искусство вязания, и благодаря раскопкам, проведенным на этой территории, открылась полная картина его развития. В ходе этих раскопок были обнаружены изделия рукоделия, которые сохранились в виде окаменелостей, среди них образцы различных тканей, похожих на шерстяные, но, вероятнее всего, они были сплетены из льна, а также образцы золототкачества, которое и сегодня распространено в этих районах.
Немного погодя на территории современного Ирана (Шелковый холм близ Кашана) были обнаружены доказательства раннего существования вязания, которые датируются двумя-тремя столетиями раньше, чем предыдущие находки. Более того, благодаря раскопкам по всему Ирану были выявлены многочисленные свидетельства использования прядильных веретен и прялок, которые подтверждают существование вязания и шитья на протяжении многолетней древней истории страны.
Традиционные иранские вышивки один из старинных методов украшения одежды и иных изделий из текстиля, который так или иначе использовался в жизни людей и до сих пор в ней существует. Ручная вышивка, помимо декоративных целей и идентификационных, включая указания на особенности климата и социальный статус носителя, также располагала узорами, исходя из религиозных убеждений. До ислама вышивка служила не только украшением, но и талисманом.
После появления ислама традиционная иранская вышивка, несмотря на сильное влияние, продолжает существовать, и хотя произошли удивительные изменения в традиционных иранских изображениях, эти рисунки все-таки сохранили свою иранскую самобытность. Религиозные убеждения мастеров в некоторых областях и избегание подражания новому стилю возродили использование старых мотивов, причем такой подход в разных регионах сильно отличается друг от друга. Вышивание изречений из Корана Куфическим письмом для защиты от злых духов и плохих событий является одним из очевидных влияний этого древнего искусства.
Ильханиды и Тимуриды, в отличие от правителей предыдущих периодов, которые главным образом следовали традициям Сасанидов, ввели абсолютно новые способы вышивания, и вышивание шелковыми нитями, золотыми нитями, украшение блестками, вышивание золотой тесьмой, золотом достигли по сравнению с прошлым пика своего совершенства.
С проникновением китайской культуры и искусства через монголов появляются изображения растений и цветов в работах того периода. Хотя не осталось ярких памятников тех лет, Филлис Акерман дала хорошее описание миниатюр с вышивок того времени. В это время мастера использовали узоры с мотивами михраба, платочных узоров, геометрических фигур, чтобы украсить шторы, одежду, палатки и т.д.
В эпоху Сефевидов, как и многие другие искусства, виды вышивания также достигли своего расцвета и такой степени развития, что освободились от влияния китайской культуры. Из самых популярных образов-узоров этого периода можно выделить следующие: гнев и примирение, цветок миндаля, мать и дитя, узоры пейсли, листья, цветки граната, трехглавие, дерево жизни и т.д.
Во времена Шаха Аббаса мастера по вышиванию приглашались для работы в Исфахан, чтобы возродить традиционную древнюю иранскую вышивку. Эти мастера пользовались большим уважением и известностью среди населения, таким, что был целый район, занятый этим искусством.
Разновидность вышивки с использованием зеркал, аинедузи, появилась в Белуджистане, а позднее смешалась с сусандузи и часто используется в сочетании с ним.

## Использование вышивки в одежде придворных иранцев
Фарах Пехлеви была поклонницей искусства сузандузи. Согласно её приказу, костюмы придворных были расшиты и украшены вышивкой в 80-х годах.